# Skalice u Smiřic
Skalice (deutsch Groß Skalitz) ist eine Gemeinde in Tschechien. Sie liegt acht Kilometer nördlich des Stadtzentrums an der Stadtgrenze von Hradec Králové und gehört zum Okres Hradec Králové.

## Geographie

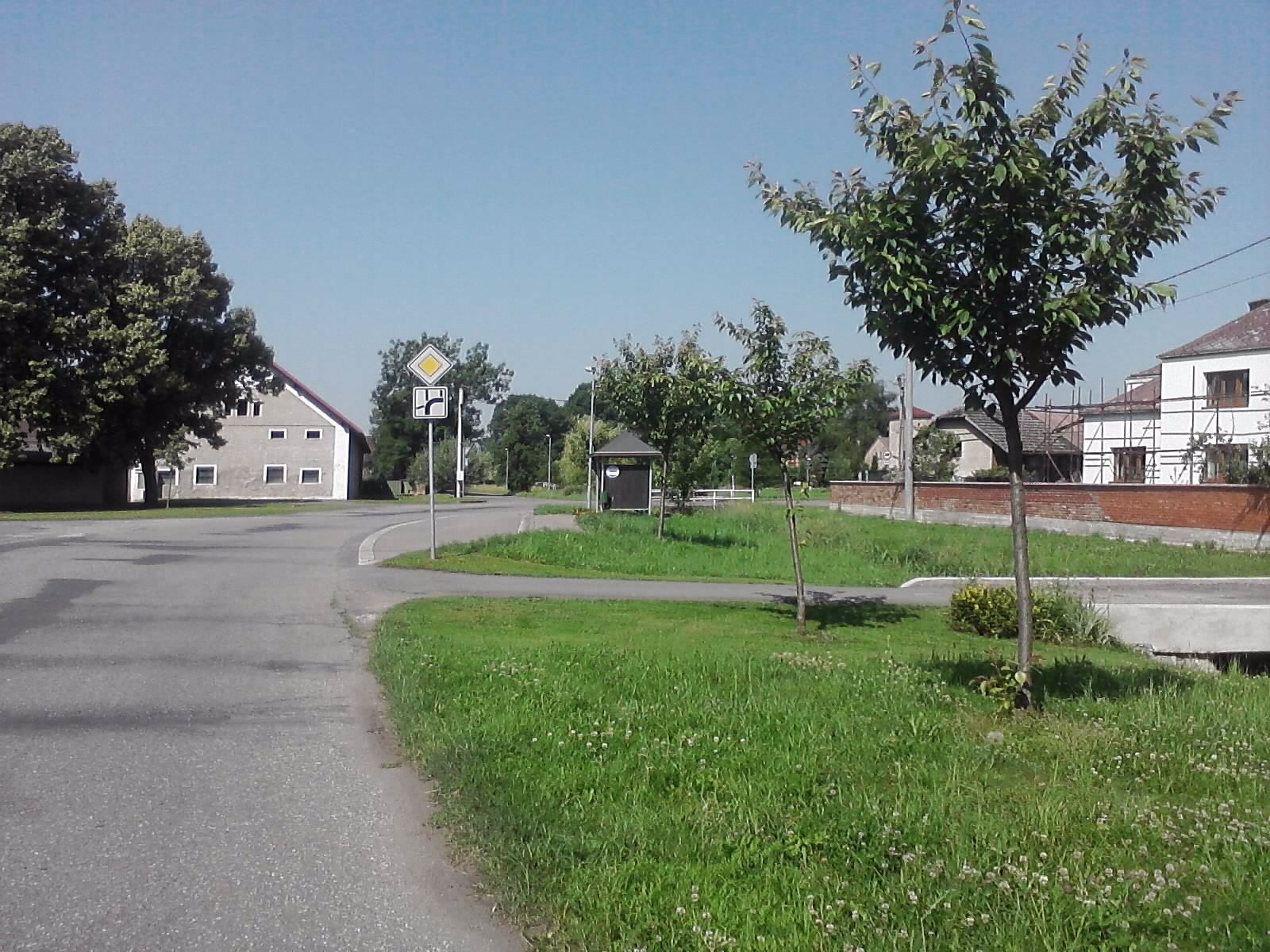
Ortszentrum

Skalice befindet sich am linken Ufer der Elbe auf einem Höhenrücken über dem Bach Malostranský potok auf der Ostböhmischen Tafel. Südlich liegt der Flugplatz Hradec Králové.
Nachbarorte sind Smiřice im Norden, Číbuz und Na Drahách im Nordosten, Újezd im Osten, Bukovina im Südosten, Piletice im Süden, Rusek im Südwesten, Skalička im Westen sowie Trotina im Nordwesten.

## Geschichte
Skalice wurde erstmals im Jahr 1143 urkundlich erwähnt, als Bischof Otto das Dorf dem Kloster Strahov übereignete. Im 13. Jahrhundert vergrößerten deutsche Siedler den Ort, der daraufhin den Namen „Deutsch Skalitz“ erhielt. 1332 entstand östlich des Ortes eine Kirche, um die ab 1363 das Dorf Číbuz angelegt wurde. Skalice und Číbuz gehörten ab 1359 den Herren von Dobruška und ab 1376 Johann von Pottenstein. Danach folgten Marquart von Wartenberg und Peter von Kost. Ab 1406 gehörten beide Dörfer den Smiřický von Smiřice und wurden Teil der Herrschaft Smiřice.
1623 erlosch die Pfarre in Číbuz und wurde zur Filiale von Holohlavy. 1713 bestand Skalice aus 28 Häusern; im Theresianischen Kataster sind 15 Bauern, acht Gärtner und drei Beisassen ausgewiesen. 1785 wurde die Pfarre in Číbuz erneuert und Skalice nach dort umgepfarrt. Ab 1804 breitete sich im Ort die Sekte des Wenzel Grill von Černilov aus. 1806 folgte eine Choleraepidemie. 1823 bestand das Dorf aus 23 Häusern und hatte 306 Einwohner. Bis 1843 erhöhte sich die Einwohnerzahl auf 422.
Nach der Aufhebung der Patrimonialherrschaften bildete Velká Skalice mit den Ortsteilen Malá Skalice und Číbuz ab 1850 eine Gemeinde im Bezirk Hradec Králové. Číbuz und Malá Skalice bildeten ab 1872 eigene Gemeinden. 1880 lebten in den 66 Häusern von Skalice 515 Menschen. Am 4. Jänner 1894 wurden in Groß Skalitz der Jude Simon Lövy und dessen Töchter Klara und Růžena ermordet. 1921 hatte das Dorf 469 Einwohner. Zwischen 1949 und 1960 gehörte die Gemeinde zum Okres Jaroměř. Am 1. Januar 1961 wurde Číbuz und 1971 auch Skalička eingemeindet.

## Gemeindegliederung
Die Gemeinde Skalice besteht aus den Ortsteilen Číbuz (Czibus), Skalice (Groß Skalitz), Skalička (Klein Skalitz) sowie der Siedlung Na Drahách.

## Sehenswürdigkeiten
- Kirche des hl. Wenzel in Číbuz
- Die denkmalgeschützte Groß Skalitzer Eiche war im Jahre 2004 „Baum des Jahres“ in Tschechien. Sie steht im Mündungsbereich des Malostranský potok in die Elbe.